# 市場占有率
市場占有率（しじょうせんゆうりつ、英: market share, share of market マーケットシェア）とは、ある特定の市場全体の中で、ある商品（製品やサービス）がどれくらいの割合を占めているかを示す比率である。「市場シェア」などとも言い、日本の実務の現場ではしばしば短縮形で「シェア」と言う。
英語では、市場占有率はあくまで「マーケットシェア」と言い、「シェア」とは略さない。

## 概説
市場占有率は、ある特定の市場において、ある商品（製品やサービス）が占める割合を示す。比率の計算の仕方としては、売上高で計算する方法が最も一般的であるが、他にも販売個数（販売台数）や他の方法（重量ベースなど）で計算する方法もある。また特定の「市場」において、様々な製品を製造企業ごとに分類して「○○社製品」とくくっておいて、企業ごとの占有率を計算する方法もある。その場合も売上高ベースで計算する方法が一般的だが、個数（台数）で計算する方法もある。
例えば、ある特定の市場の総売上高が100億円で、その中のA社の売上高が40億円で、B社の売上高が25億円だとすれば、A社の市場占有率は40%で、B社の市場占有率は25%、ということになる。
市場占有率を求める場合の「市場」には厳密な定義はなく、その時々の必要に応じて線引き（定義）がされる。例えば冷蔵庫を例に挙げると、世界シェアを意識しているメーカーならば「世界の家庭向け冷蔵庫　市場」のシェアの情報を求める、ということもありうるし、例えばインドに冷蔵庫を売り込む方法を模索しているメーカーならば「インドにおける家庭向け冷蔵庫市場」の各社シェアの情報を知りたがる、ということになる。範囲を広げて、「インドにおける白物家電全般 市場」の占有率を求める場合もあるし、逆に特定のタイプの冷蔵庫だけが関心事の場合、例えば「インドにおける家庭用小型冷蔵庫 市場」の占有率などという切り分けがされる場合もあるわけである。
また単位（売上高、販売台数など）、期間（1年間、通算など）、地域（国内、海外など）、商品やサービスの区分なども、市場占有率を求める目的に応じて選択される。

## 企業経営との関係
市場シェアの拡大には次のようなメリットがある。
- 値引き交渉など流通業者に対する交渉に有利に働く[1]。
- 顧客数が多くなるため、企業から顧客への情報伝達効果が大きくなり（顕示効果）、企業は幅広い顧客情報を獲得しやすくなる[1]。
- 生産や流通などの規模の経済、経験効果などコスト上のメリット[1]。

市場シェアの拡大には次のようなデメリットもある。
- シェアが大きくなればコストは絶対的に膨大になる[1]。
- エクスポージャーが高くなれば嫌われる可能性も高くなる[1]。
- 収穫逓減や規模の不経済の問題[1]。
- 大規模な生産設備になると技術の世代交代（技術革新）のときに陳腐化して技術転換が進みにくくなり経験の蓄積が無駄になる[2]。

## 相対的市場占有率
ある企業の市場占有率がその同一市場のトップ企業の市場占有率に対して示す値を相対的市場占有率（Relative market share）という。
相対的市場占有率は同一マーケットにおけるトップ企業の市場占有率に対する値である。例えばあるマーケットにおいて、A社が一番の市場占有率をもっているならA社の相対的市場占有率は100%である。また、同一のマーケットにおいてB社がトップ企業であるA社の半分の市場占有率しかなければB社の相対的市場占有率は50%である。
市場占有率が市場全体における企業の位置を示すのに対し、相対的市場占有率は企業の競合他社との関係を示す数値である。
相対的市場占有率はプロダクト・ポートフォリオ・マネジメントの分析に用いられる。